# Takakura
L'emperador Takakura (高 仓 天皇, Takakura-Tennō, 23 de setembre del 1161 - 30 de gener del 1181) va ser el 80è Emperador del Japó, segons l'ordre tradicional de successió. Va regnar entre el 1168 i el 1180. Abans de ser ascendit al Tron de Crisantem, el seu nom personal (imina) era Príncep Imperial Norihito (宪 仁 亲王, Norihito-shinnō). També era conegut com a Príncep Imperial Nobuhito.